# ابیشرول
ابیشرول (به انگلیسی: Abbeyshrule) در ایرلند است که در شهرستان لانگفورد واقع شده‌است.